# Estádio Nuevo Mirandilla
O Estádio Nuevo Mirandilla, anteriormente conhecido como Estádio Ramón de Carranza, é um estádio de futebol da Espanha, localizado na cidade de Cádiz, na Andaluzia, e utilizado pelo clube homônimo para mandar seus jogos.

## Construção
Construído entre maio de 1954 e agosto de 1955, o estádio foi inaugurado em 3 de setembro deste último ano. A obra custou 11 milhões de pesetas (moeda espanhola na época) e teve a colaboração de uma equipe que possuía entre 150 e 250 pessoas, liderada pelos arquitetos Manuel Muñoz Monasterio e Manuel Fernández Pujol, que também participaram de uma cerimônia de hasteamento da bandeira espanhola ocorrida em agosto, que contou com as presenças de José León de Carranza (prefeito), Cazalla Morales (responsável pela obra), Juan Ramón Cilleruelo Montero (presidente do Cádiz) e Rafael García Serrano (vice-presidente).
A primeira partida oficial foi um dia antes, entre o Cádiz CF e o Barcelona, que venceu os mandantes por 4 a 0 - Ramón Villaverde foi o autor do primeiro gol no novo estádio, além de ter balançado as redes outra vez. Luis Suárez e László Kubala deixaram também uma bola na rede.
O estádio manteve sua estrutura original até 1984, quando passou pela primeira reforma, que durou 4 meses. Em fevereiro de 2002, a então prefeita de Cádiz, Teófila Martínez, apresentou um projeto de reformulação maior para o local, que teve a ampliação das áreas comerciais próximas como um de seus principais destaques. A segunda reforma do Ramón de Carranza durou entre 9 anos (2003 a 2012), com a demolição e reconstrução das 4 arquibancadas.
Possui atualmente capacidade para receber 20.724 torcedores, sendo o quinto maior estádio da Andaluzia e o 24º maior da Espanha. Em novembro de 2019, a seleção nacional disputou seu primeiro jogo no estádio, enfrentando Malta pelas eliminatórias da Eurocopa de 2020 e vencendo por 7 a 0..

## Mudança de nome
Desde 2019, uma mudança no nome oficial do estádio era proposta após a reeleição de José María González para a prefeitura da cidade.
Após a aplicação da Lei da Memória Democrática, a troca foi oficializada em setembro de 2020 e em junho de 2021 foi anunciado o novo nome do estádio, Nuevo Mirandilla, substituindo Ramón de Carranza (militar espanhol que se juntou às tropas de Francisco Franco e foi prefeito de Cádiz por 2 vezes).